# Roeboides affinis
Roeboides affinis е вид лъчеперка от семейство Харациди (Characidae). Видът не е застрашен от изчезване.

## Разпространение
Разпространен е в Бразилия, Венецуела, Гвиана, Парагвай, Перу, Суринам и Френска Гвиана.

## Описание
Популацията на вида е стабилна.